# Exechiopsis membranacea
Exechiopsis membranacea är en tvåvingeart som först beskrevs av Carl Erik Lundström 1912.  Exechiopsis membranacea ingår i släktet Exechiopsis, och familjen svampmyggor. Arten är reproducerande i Sverige.